# Countrywide Classic 2008

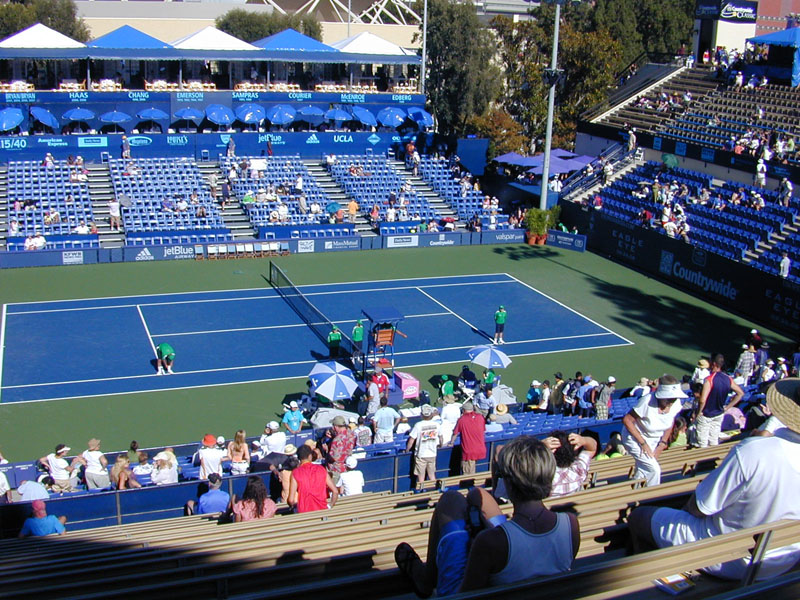
Lo Straus Stadium del Los Angeles Tennis Center

Il Countrywide Classic 2008 è stato un torneo maschile professionistico di tennis giocato sul cemento. 
È stata la 82ª edizione del Los Angeles Open, conosciuto in precedenza come Pacific Southwest Championships, e faceva parte della categoria International Series nell'ambito dell'ATP Tour 2008.
Si è svolto al Los Angeles Tennis Center dell'UCLA a Los Angeles, negli Stati Uniti, dal 4 al 10 agosto 2008.

## Campioni

### Singolare
Juan Martín del Potro ha battuto in finale  Andy Roddick con il punteggio di 6–1, 7–6(2)

### Doppio
Rohan Bopanna /  Eric Butorac hanno battuto in finale  Travis Parrott /  Dušan Vemić con il punteggio di 7–6(5), 7–6(5)